# Splitter

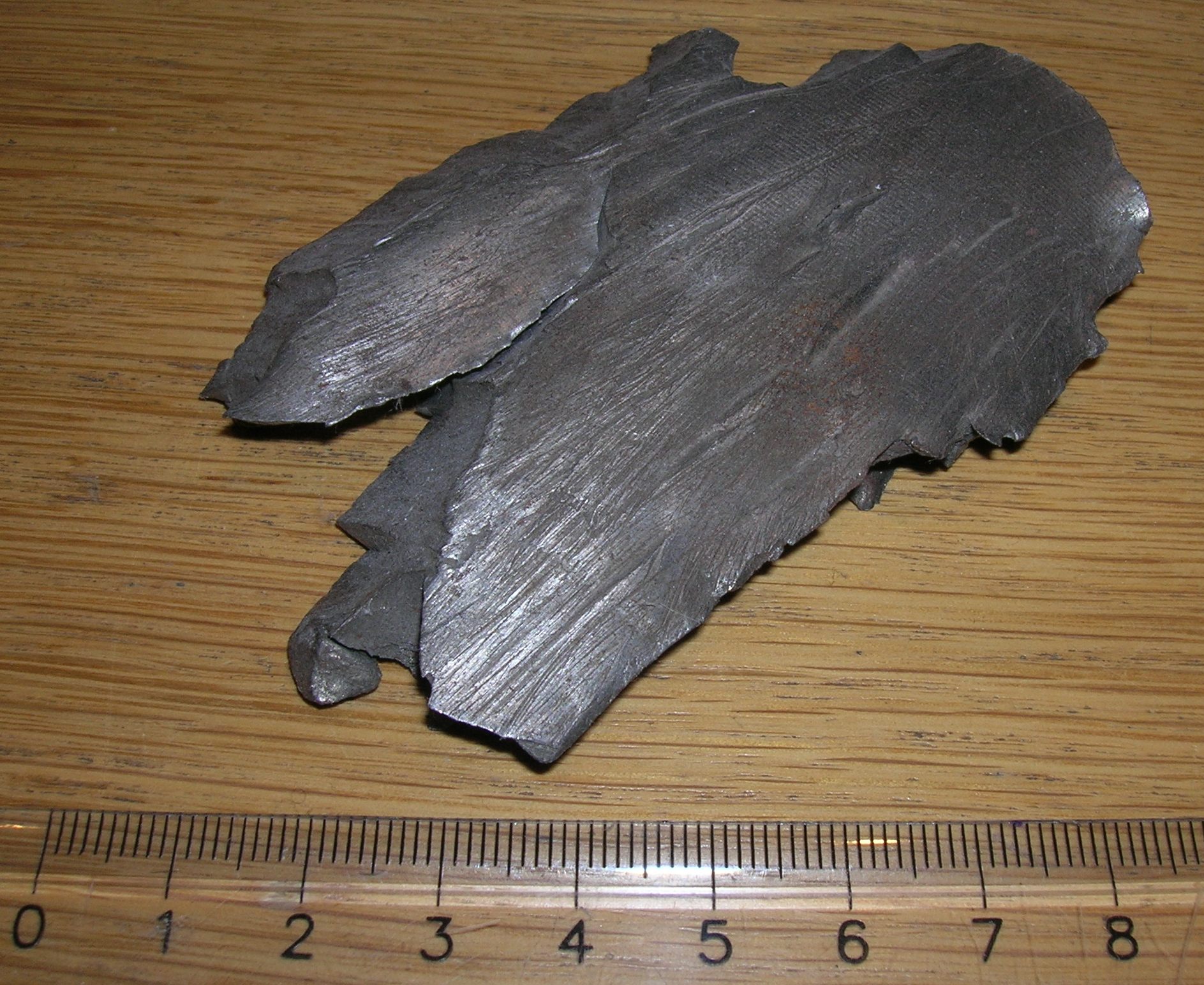
Splitter från en 15 cm spränggranat.

Splitter är metallfragment som slungas ut av ett exploderande objekt. Objektet kan till exempel vara ett skal runt sprängämne (som i spränggranater) eller en hemmagjord bomb med spikar eller metallbitar. 
Hur stora splitter som bildas beror på stålkvalitet, typ av sprängämne samt skalets storlek och form. I handgranater och artillerigranater styr man ibland splittrens storlek genom spår i granatens hölje. En annan metod är att omge sprängämnet med kulor ingjutna i plast, en så kallad kulspränggranat. Splitter från en spränggranat kastas typiskt sett ut med en hastighet av 1000–2000 meter per sekund, men splittren bromsas snabbt av luftmotståndet. Ett splitter med en vikt av 1 gram bromsas till halva utgångshastigheten på en sträcka av 15 meter. Kulor bromsas långsammare på grund sin regelbundna form; en stålkula på 1 gram har tappat hälften av sin hastighet först efter 39 meter.